# Gérard Nahon
Pour les articles homonymes, voir Nahon.
Gérard Nahon, né le 19 janvier 1931 dans le 11e arrondissement de Paris et mort le 19 février 2018 à La Verrière,, est un historien français.
Spécialiste de l'histoire juive, il a notamment été directeur d'études à l'École pratique des hautes études de Paris et directeur de l'unité propre de recherche Nouvelle Gallia judaica du CNRS, qui, en 1995, a été rattachée au Laboratoire d'études sur les monothéismes (UMR 8584).

## Biographie
Gérard Nahon est né à Paris le 19 janvier 1931, dans une famille juive originaire d'Algérie qui arrive en France dans les années 1920.
Il se réfugie à Pau durant la Seconde Guerre mondiale.

## Carrière
Diplômé d'hébreu moderne (1953) à l'INALCO, licencié ès lettres-philosophie (1954), docteur en histoire de l'université Paris-Nanterre (1969) et diplômé de l'École pratique des hautes études (EPHE) (1976), éducateur à l'Œuvre de secours aux enfants, Gérard Nahon a enseigné l'histoire et la géographie dans le secondaire, de 1955 à 1965 (entre autres au Lycée Maimonide et au lycée Pasteur de Neuilly-sur-Seine), avant d'entamer une carrière universitaire marquée par de nombreuses affectations : directeur d'études à l'(EPHE, section des sciences religieuses, « judaïsme médiéval et moderne » (1977-2000). Il est aussi conférencier au Séminaire israélite de France de 1972 à 2000, professeur associé au Centre universitaire d'études du judaïsme de l'université libre de Bruxelles (1972-1996) et chargé de cours à l'université d'Aix-Marseille à Aix-en-Provence de 1900 à 1996.
Gérard Nahon fait également carrière au Centre national de la recherche scientifique (CNRS) où il est attaché puis chargé de recherches (1965-1978). Il y dirige l'UPR 208 « Nouvelle Gallia Judaica » (1981-1992) consacrée à l'histoire des Juifs de France. Il est aussi secrétaire (1965) puis directeur (avec Charles Touati) de la Revue des études juives de 1980 à 1997 et directeur (avec Charles Touati et Simon Claude Mimouni) de la « Collection de la Revue des études juives » ,,. De 1997 à 2000, il est directeur d'études à l'École pratique des hautes études de Paris, à la tête de  la section des sciences religieuses « judaïsme médiéval et moderne ».

## Travaux
Gérard Nahon est l'auteur de nombreux ouvrages et articles sur l'histoire des Juifs et plus particulièrement des Juifs en France, les « Nations » juives portugaises d'Occident (XVIe – XVIIIe siècles) comme l'atteste sa très riche bibliographie (1955-2010). Il a en outre collaboré à l'Encyclopædia Universalis.

## Distinctions

### Prix
- Deuxième médaille du Concours des antiquités de la France, Académie des inscriptions et belles-lettres (1987), pour son ouvrage Inscriptions hébraïques et juives de France médiévale
- Médaille d'or, Société académique Arts-Sciences-Lettres, Paris (1992)
- Prix Jérusalem du Patrimoine d'Israël (1995)
- Académie nationale des sciences, belles-lettres et arts de Bordeaux, médaille pour le volume Juifs et judaïsme à Bordeaux, éd. Mollat (2003)
- Prix de la mémoire, Mémoire des familles des convois de Bordeaux (2004 et 2005)
- Prix Eduard Feliu de l'Institut d'Estudis Món Juïc (2010)

### Décorations
- Chevalier de l'ordre des Arts et des Lettres (2001)
- Chevalier de la Légion d'honneur[9] Les  insignes de Chevalier de la Légion d'honneur lui ont été remis le 30 septembre 2015 par le Grand Rabbin de France Haïm Korsia, membre de l'Institut, à Paris.

## Publications
- Gérard Nahon, Les Hébreux, Seuil, 1968 (ASIN B003X21CJA)
- Gérard Nahon, Inscriptions hébraïques et juives de France médiévale, Commission Française des Archives Juives, 1986, 410 p. (ISBN 978-2-905248-07-7)
- Gérard Nahon, Métropoles et périphéries séfarades d'Occident : Kairouan, Amsterdam, Bayonne, Bordeaux, Jérusalem, Cerf, 1993, 493 p. (ISBN 978-2-204-04597-1)
- Gérard Nahon, La Terre sainte au temps des kabbalistes : 1492-1592, A. Michel, 1997, 197 p. (ISBN 978-2-226-09546-6)
- Gilbert Dahan, Gérard Nahon et Elie Nicolas, Rashi et la culture juive en France du nord au Moyen Âge, Peeters, 1997, 405 p. (ISBN 978-90-6831-921-7)
- Gérard Nahon, Juifs et judaïsme à Bordeaux, Mollat, 2003, 391 p. (ISBN 978-2-909351-77-3)
- Céline Balasse et Gérard Nahon, 1306, l'expulsion des juifs du royaume de France, Bruxelles/Paris, De Boeck, 2008, 392 p. (ISBN 978-2-8041-5956-6)
- Gérard Nahon, Épigraphie et sotériologie. L'épitaphier des « Portugais » de Bordeaux (1728-1768), Turnhout, Brepols, 2018  (ISBN 978-2-503-51195-5)